# Malwida von Meysenbug
Malwida von Meysenbug (Kassel, 28 de octubre de 1816 - Roma, 23 de abril de 1903) fue una escritora alemana amiga de Friedrich Nietzsche y Richard Wagner. También conoció al escritor francés Romain Rolland en Roma, en 1890. Es la autora de Memorias de una idealista.

## Trayectoria
Su padre, Carl Rivalier, descendía de una familia de hugonotes franceses y recibió el título de Barón de Meysenbug por Guillermo I de Hesse-Kassel. Novena de diez hijos, Malwida se separó de su familia por convicciones políticas. Dos de sus hermanos hicieron carreras brillantes, siendo uno de ellos Ministro de Estado en Austria y el otro Ministro en Baden. Malwida se negó a vivir con su familia y se mudó a una comunidad en Hamburgo, emigrando luego a Inglaterra en 1852, donde vivía de traducir escritos. Allí conoció a los republicanos Ledru-Rollin, Louis Blanc y Gottfried Kinkel, todos refugiados políticos.
En 1862, Malwida viajó a Italia con Olga Herzen, hija de Aleksandr Herzen, conocido como el "padre del socialismo ruso". Olga Herzen se casó con Gabriel Monod en 1873 y se establecieron en Francia, pero la precaria salud de Malwida le impidió unírseles.
Malwida le presentó a Nietzsche a la mayoría de sus amigos, entre ellos Helene von Druskowitz. Ella invitó a Paul Rée y a Nietzsche a Sorrento en el otoño de 1877. Allí, Rée escribió El origen de los sentimientos morales.
Malwida von Meysenbug está enterrada en el Cementerio Protestante de Roma.
- Datos: Q68795
- Multimedia: Malwida von Meysenbug / Q68795
- Citas célebres: Malwida von Meysenbug